# MG ZR
Der MG ZR ist eine sportliche Kombilimousine auf Basis des Rover 25, die von der MG Rover Group von Mitte 2001 bis Frühjahr 2005 hergestellt wurde.
Bevor BMW die Firma kaufte, gab es bereits die Idee für einen Rover 25 GTI. BMW wollte jedoch keine Markteinführung einer sportlichen Version des Rover 25, weswegen das Projekt zunächst eingestellt wurde. Nachdem BMW Rover wieder verkaufte, wurde das Konzept unter dem Namen MG ZR wieder aufgegriffen. Der Wagen erhielt eine Reihe von Veränderungen im Styling, stärkere Motoren und ein Sportfahrwerk.

## Modellversionen
Der ZR 105 wurde mit einem 1,4 l-R4-Motor ausgeliefert, der 101 PS (75 kW) leistete, 123 Nm Drehmoment hatte, eine Beschleunigung von 0–100 km/h in 10 s. bewerkstelligte und eine Höchstgeschwindigkeit von 178 km/h erreichte.
Der ZR 120 hatte einen 1,8 l-R4-Motor mit 115 PS (85 kW) Leistung, 160 Nm Drehmoment, einer Beschleunigung von 0–100 km/h in 8,6 s. und einer Höchstgeschwindigkeit von 191 km/h.
Das Spitzenmodell ZR 160 besaß einen 1,8 l-R4-VVC-Motor mit 157 PS (118 kW) Leistung und 174 Nm Drehmoment mit einlassseitiger vollvariabler Ventilsteuerung. Er beschleunigte das Fahrzeug in 7,4 s 0–100 km/h und verhalf ihm zu einer Höchstgeschwindigkeit von 210 km/h.
Es gab auch zwei Dieselvarianten des ZR; der ZR TD 100 hatte einen 2,0 l-R4-Dieselmotor der L-Serie, leistete 101 PS (74 kW) und hatte ein Drehmoment von 240 Nm aufzuweisen. Er beschleunigte das Fahrzeug in 9,7 s 0–100 km/h und verlieh ihm eine Höchstgeschwindigkeit von 183 km/h.
Die andere Dieselvariante war der ZR TD 115. Dieser hatte den gleichen Motor wie der TD 100, aber mit einer kleinen Leistungsspritze. Er leistete 113 PS (83 kW) und hatte 260 Nm Drehmoment. In 9,1 s beschleunigte er den Wagen 0–100 km/h und sorgte für eine Höchstgeschwindigkeit von 187 km/h.
2003 wurde der MG Express eingeführt, ein schneller, zweisitziger Lieferwagen.

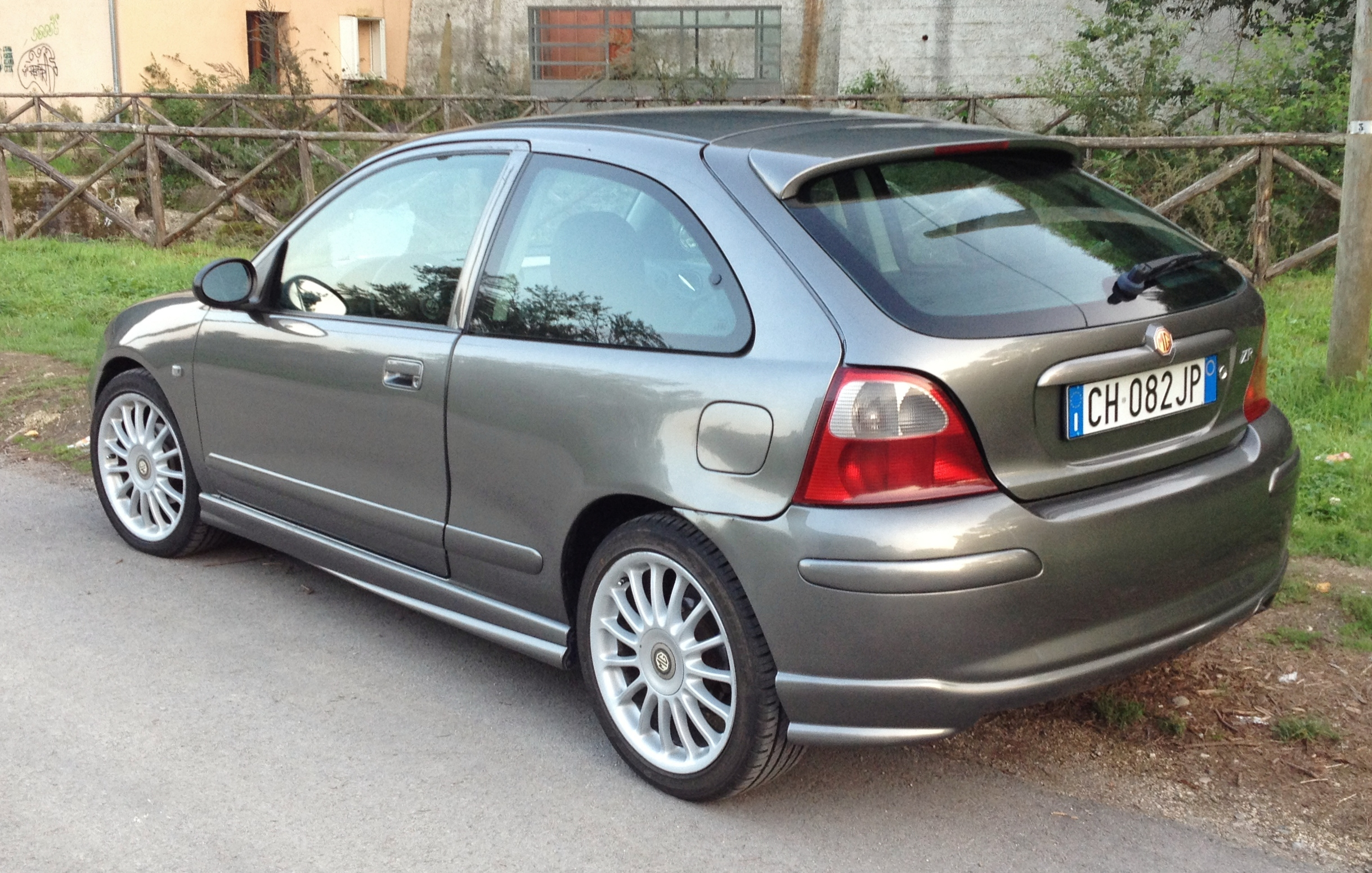
Heckansicht
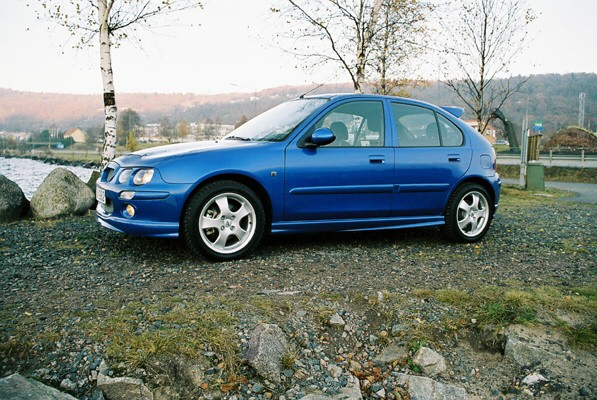
MG ZR 160 Fünftürer (2001–2004)

## Modellpflege
Anfang 2004 erhielt der ZR wie auch die anderen MG-Rover-Modelle ein Facelift. Neue Stoßfänger vorne und hinten, neue Scheinwerfer, eine neue Heckklappe und etliche andere Details verliehen dem Wagen ein neues, moderneres Aussehen. Der ZR erhielt auch eine neue Innenausstattung. Polstermaterialien und das Armaturenbrett wurden erneuert, wobei der Wagen „Soft-Touch-Buttons“ bekam. Dies gab den Wagen ein viel moderneres Fahrgefühl und vertrug sich mit den eckigen Linien der Karosserie.
Beim überarbeiteten ZR gab es auch die Modelle Trophy und Trophy SE. Der Trophy hatte ein Schiebedach, 16″-Alufelgen mit „Gitterspeichen“, neue Rückleuchten, Lederlenkrad, sowie Einstiegsverbreiterungen und einen größeren hinteren Stoßfänger. Der Trophy SE hatte 17″-Alufelgen in glattem Design und eine Klimaanlage anstatt des Schiebedachs.
Im Monogram Programme konnten die Käufer viele Sonderausstattungen wählen, um ihren ZR auf sie persönlich abzustimmen, wie z. B. Extras aus der Liste des Rover 25. Dies waren z. B. Parksensoren hinten oder heizbare Sitze.

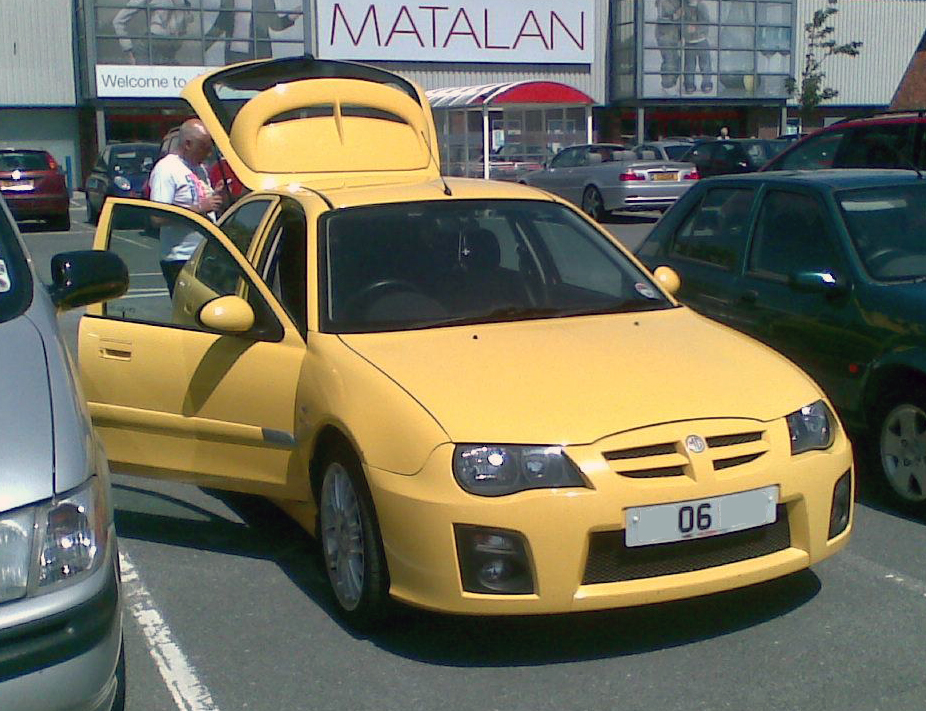
MG ZR 160 (2004–2005)
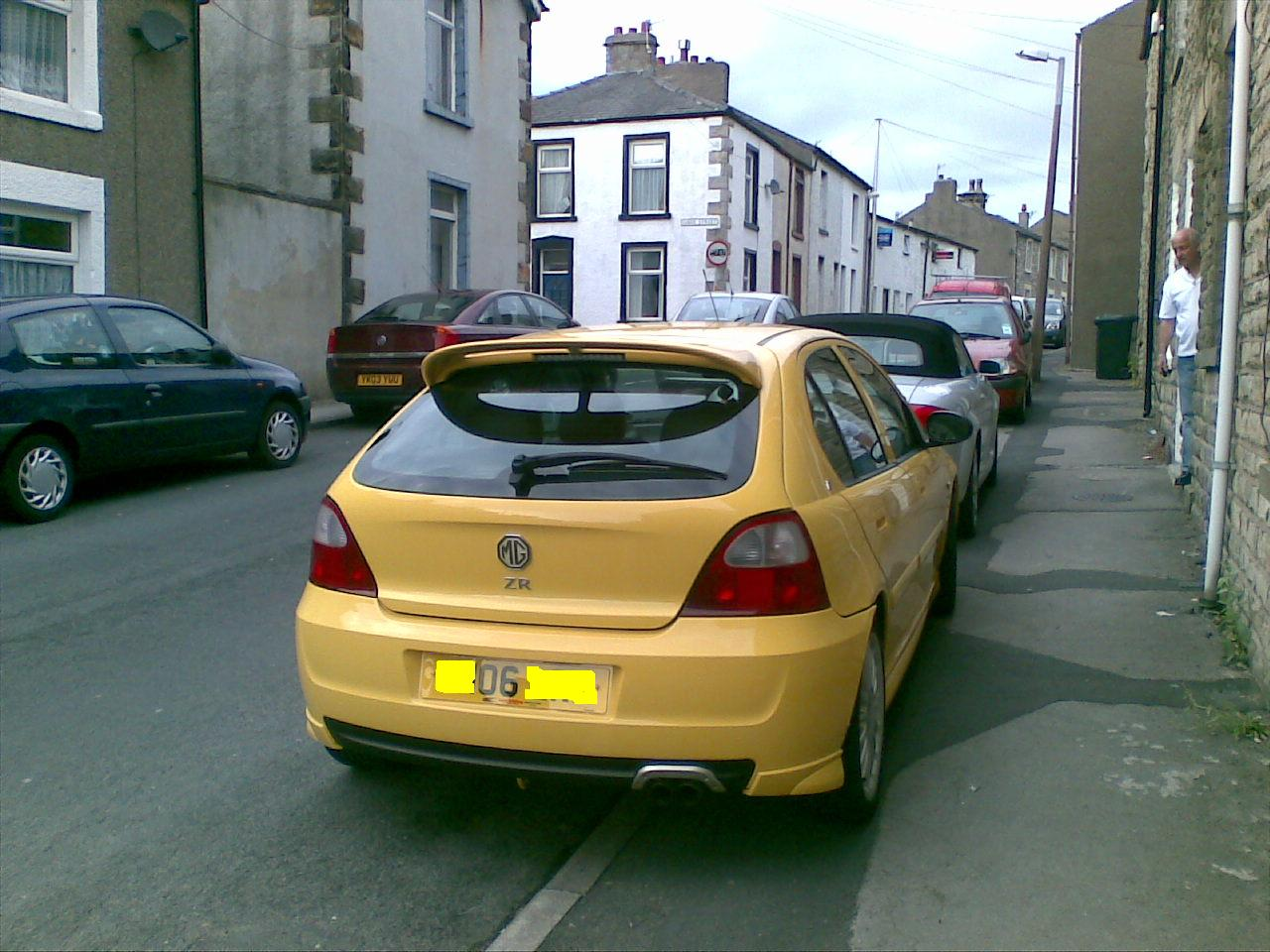
Heckansicht

## Aufnahme bei der Kundschaft
Der MG ZR war während seiner gesamten Produktionszeit einer von Großbritanniens beliebtesten sportlichen Limousinen.
Im Jahr 2004 war er das meistverkaufte Fahrzeug der MG Rover Group – das erste Mal, dass ein MG-Fahrzeug das populärste Produkt eines der vielen Eigentümerkonglomerate, zu denen MG im Laufe seines Bestehens gehörte, war.
Zehntausende von MG ZR wurden in Großbritannien verkauft, besonders an junge Leute, die auf Angebote wie kostenlose Versicherung oder Preisnachlässe in Höhe der Mehrwertsteuer ansprachen. Sie fanden bald heraus, dass die Motoren der K-Serie gute und scharfe Maschinen waren, obwohl es Probleme mit den Zylinderkopfdichtungen gab, wie in einer BBC Watchdog – Untersuchung festgestellt wurde.

## Angebot in Deutschland
Die in Deutschland zunächst einzig erhältliche Variante war die Top-Version ZR 160. Diese verfügte unter anderem über serienmäßige Seitenschweller, 17-Zoll-Sporträder, Sportfahrwerk, eine Sportauspuffanlage, Teilledersitze und einen großen Dachspoiler. Später folgte auch noch der ZR 105, der neben dem kleineren Triebwerk gegenüber dem Topmodell auch an einigen anderen Stellen vereinfacht wurde. So verfügt der ZR 105 serienmäßig z. B. nur über 16-Zoll-Räder, Trommelbremsen an der Hinterachse und Seitenschweller gab es nur optional. Seit Ende 2003 wurde der MG ZR auch als Fünftürer vertrieben. Seit August 2004 gab es auch die Faceliftvariante, die eine modifizierte Querlenkerhinterachse besitzt und optisch außen, wie auch innen überarbeitet wurde.

## MG ZR im Rallyesport
MG Sport & Racing entwickelte eine Reihe von MG ZR Club- und nationale Rallyewettbewerbe. MG Sport & Racing verpflichtete Gwyndaf Evans, Tony Jardine und Natalie Barratt als Fahrer für einige Wettbewerbe. Einige MG ZR fahren auch heute noch in nationalen Rallyes und 2007 nahm Luke Pinder in einem ZR in der N1-Klasse der Rally of Great Britain teil, und, obwohl er den Wagen vorher nie gefahren hatte, konnte er seine Klasse nach dem ersten Tag anführen und schließlich gewinnen.

## MG ZR im Rennsport
MG Sport & Racing baute zwei MG ZR 160 nach der Gruppe-N-Spezifikation für die National Saloon Car Championship 2003 um. Nach nur zwei Wettbewerben wurden die Wagen des Team Airconstruct wegen schlechter Ergebnisse auf „Dry-Break“-Tanksysteme umgebaut und bei der EERC Britcar Endurance Series von James Tucker angemeldet. Der Wagen Nr. 34 wurde vom Eigentümer John Hammersley und seinem Juniorfahrer Andrew Dunlop gefahren und in der Serie gemeldet, als nur noch acht Saisonrennen ausstanden. In dieser bemerkenswerten Saison konnte das Fahrerteam Hammersley/Dunlop in sieben der acht Rennen in der Britcar Class 4 die Maximalpunktzahl erreichen und verlor den Titel mit nur zwei Punkten Rückstand an Andy Rouse auf DTM-Mercedes und Callum Lockie auf BMW M3. John Hammersley und sein Sohn Mark gewannen die Serie im Folgejahr in einem Auto, das bis dahin nach Werksspezifikation für die Gruppe N+ auf 190 bhp (140 kW) aufgerüstet wurde.

## Der Zusammenbruch der MG Rover Group
2004 verkündete MG Rover Pläne für ein neues Auto, das den ZR und sein Rover-Schwestermodell, den 25, beerben sollte. Man hoffte, den neuen Wagen noch vor Ende des Jahres 2006 verfügbar zu haben. Im April 2005 scheiterte jedoch die geplante Übernahme von MG Rover durch die SAIC und die Firma musste Vergleich anmelden. NAC kaufte die Reste der Firma drei Monate später auf, aber als die neue MG-Modellpalette 2007 vorgestellt wurde, waren der ZR und der ZS nicht mit von der Partie.